# Neotoma chrysomelas
Neotoma chrysomelas és una espècie de mamífer rosegador de la família dels cricètids. Viu a altituds de fins a 2.000 msnm a Hondures i Nicaragua. El seu hàbitat natural són els afloraments rocosos. Es desconeix si hi ha cap amenaça significativa per a la supervivència d'aquesta espècie. El seu nom específic, chrysomelas, significa ‘daurada-negra’ en llatí.